# 高观镇 (城口县)
高观镇，是中华人民共和国重庆市城口县下辖的一个乡镇级行政单位。

## 行政区划
高观镇下辖以下地区：
高观镇社区、高观村、蒲池村、白岩村、茨竹村、复兴村、施礼村、东升村、双竹村、渭溪村和东红村。